# برایان ژوبر
برایان ژوبر (به فرانسوی: Brian Joubert) (زادهٔ ۲۰ سپتامبر ۱۹۸۴) ورزشکار اسکیت نمایشی اهل فرانسه است. او یکبار قهرمانی جهان در سال ۲۰۰۷، سه بار قهرمانی اروپا در ۲۰۰۴، ۲۰۰۷ و ۲۰۰۹، هشت بار قهرمانی فرانسه و یک قهرمانی جایزه بزرگ (۲۰۰۶–۷) را در کارنامه خود دارد.
ژوبر چهار بار برای فرانسه در المپیک‌های زمستانی شرکت کرد که آخرین حضور او در المپیک زمستانی سوچی بود. وی پس از آن اعلام بازنشستگی کرد و تصمیم دارد به‌عنوان مربی به فعالیت بپردازد.